# Armée du Mississippi (unioniste)
Le nom armée du Mississippi (unioniste)  est donné successivement pendant la guerre de Sécession à 2 armées de l’Union qui opèrent brièvement en 1862 et en 1863 dans le bassin du fleuve Mississippi.
En anglais la distinction s’établit entre « army of the Mississippi » qui est l'« armée [unioniste] du Mississippi » et « army of Mississippi » qui est l'armée du Mississippi (confédérée).

## Histoire

### Février à octobre 1862
La Ire Armée du Mississippi (unioniste), dont le commandant est le major general John Pope est formée le 23 février 1862.
Elle consiste à l’origine en 2 divisions d’infanterie destinées à opérer sur les berges du fleuve Mississippi.
Quand Pope marche sur New Madrid, il reçoit le renfort de 5 divisions provenant des régions militaires voisines. Elles sont commandées respectivement par David S. Stanley, Schuyler Hamilton, John M. Palmer, Eleazar A. Paine et Joseph B. Plummer. Gordon Granger commande la Cavalry Division (2 régiments) et Napoleon B. Buford (le demi-frère de John Buford) dirige la « Flotilla Brigad », une troupe d'infanterie affectée à l'Escadre du fleuve Mississippi.
L'armée du Mississippi (unioniste) obtient la reddition de la garnison confédérée de l’ "île no 10" à l’issue la bataille d'Island Number Ten.
Après la capture de l’ "île no 10", les troupes de l'armée du Mississippi (unioniste) sont concentrées en 3 divisions, et forment l’aile gauche du "Western Army Group" commandé par le major general Henry Wager Halleck.
On y ajoute ensuite, provenant de l'Armée du sud-ouest (unioniste) la division du général Jefferson Columbus Davis, qui devient le 4e division.
Pendant le siège de Corinth l’armée du Mississippi est divisée en 2 "ailes" fortes chacune de 2 divisions : le maj. gen. William S. Rosecrans commande l’aile gauche (1re et 2e divisions) et le brig. gen. Schuyler Hamilton l’aile droite (3e et 4e divisions).
Après la prise de Corinth (Mississippi) Pope est rappelé dans l’est et nommé à la tête de l’armée de Virginie (unioniste) : il est chargé de faire sa jonction avec les restes de l’armée du Potomac de George B. McClellan.et de reprendre l’offensive sur Richmond, la capitale confédérée. Le maj. gen. William S. Rosecrans remplace Pope, et Corinth est choisie comme ville de garnison.
L’armée du Mississippi (unioniste) reçoit le renfort de 2 divisions provenant de l’Armée du Tennessee (Union) et combat lors de la bataille d'Iuka et lors de la seconde bataille de Corinth.
Par la suite Rosencranz est muté à la tête de l’armée de l’Ohio, et l’armée du Mississippi (unioniste) est dissoute en octobre 1862. Ses régiments sont répartis entre les XIIIe corps et XIVe corps de l’armée de l’Union.

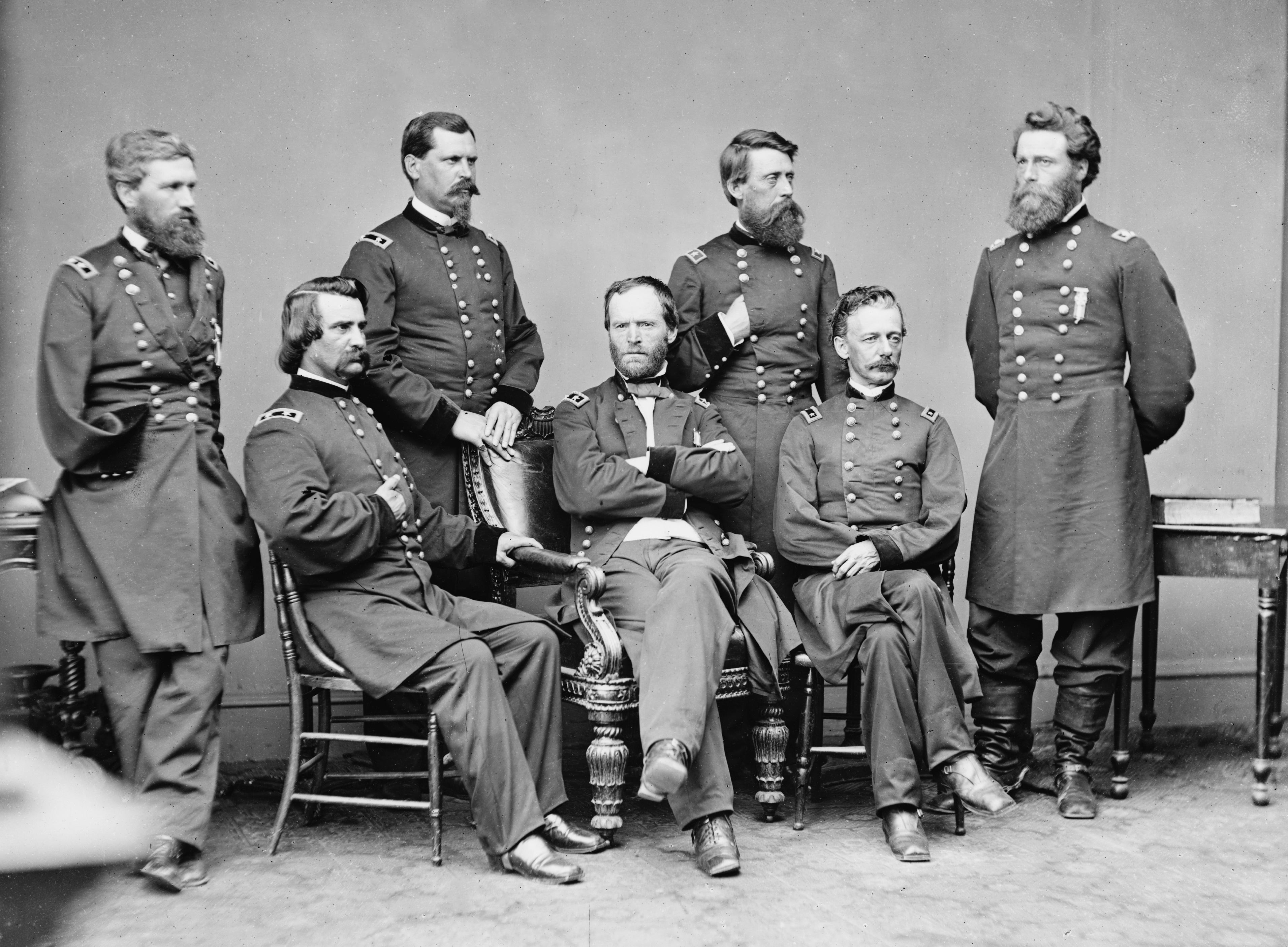
Le maj.gen.William Tecumseh Sherman (assis au centre dans le fauteuil) et son état-major. Jefferson Columbus Davis est debout, la main dans la veste.

### 4 janvier 1863 au 12 janvier 1863
Le maj. gen. John Alexander McClernand, un politicien fortement appuyé par Abraham Lincoln lui-même, donne le nom d’armée du Mississippi aux troupes qui lui sont confiées pour combattre les confédérés sur le cours inférieur du fleuve. Il est à la tête de 2 corps d’armée provenant de l’armée du Tennessee : le XIIIe corps (commandé par le brig. gen. George W. Morgan et le XVe corps, commandé par le maj. gen. William T. Sherman. Mc Clernand change les noms de ses corps : le 13e devient le I°, et le 15e, le 2 Corps de la nouvelle armée du Mississippi.
John Alexander McClernand à la tête de l’armée du Mississippi (unioniste) remporte la bataille de Fort Hindman qui lui livre la ville d'Arkansas Post, mais ce « general-politician » (trop indépendant au goût des soldats de métier) est ensuite rapidement éliminé par le maj. gen. Ulysses S. Grant. Grant, suivant les conseils de Sherman et de l’amiral Andrew H. Foote, démet McClernand de son commandement et prend sa place pour diriger l’expédition contre Vicksburg. Les 1re et 2e corps de l’armée du Mississippi réintègrent alors l’armée du Tennessee d’où ils provenaient (12 janvier 1863).